# Wolf Rudolph von Ende
Wolf Rudolph von Ende († 1689) war ein kursächsischer Kammer- und Bergrat sowie Obersteuereinnehmer.

## Leben und Wirken
Er stammte aus der Adelsfamilie von Ende und war der Sohn des gleichnamigen Vaters Wolf Rudolf von Ende, der 1678 verstorben war. Wie viele Mitglieder seiner Familie trat er in den Dienst der Wettiner, deren Kammer- und Bergrat er wurde. Daneben war er auch als Obersteuereinnehmer im Kurfürstentum Sachsen aktiv. Er besaß das Rittergut Ehrenberg bei Kriebstein, mit dem sein Vater von Kurfürst Johann Georg I. von Sachsen 1642 belehnt worden war.